# Tomáš Čvančara
Tomáš Čvančara (ur. 13 sierpnia 2000) – czeski piłkarz, grający na pozycji napastnika.

## Kariera klubowa
Treningi piłkarskie rozpoczął w 2006 roku w TJ Sokol Libiš. W 2009 roku trafił na wypożyczenie do FK Neratovice-Byškovice, a w 2010 roku do Sparty Praga. W 2011 roku został zawodnikiem FK Neratovice-Byškovice, z którego w 2015 roku został wypożyczony do Admiry Praga. W 2016 roku ponownie trafił do Sokola Libiš, z którego trafił do Meteora Praga. W 2017 roku został zawodnikiem Slavii Praga, a w 2018 roku przeszedł do FK Jablonec. Zadebiutował w tym klubie 11 marca 2018 w meczu z Baníkiem Ostrawa. W styczniu 2019 został wypożyczony do Empoli FC, a latem 2019 do FK Slavoj Vyšehrad. W barwach tego klubu strzelił 13 goli w 21 meczach, co dało mu czwarte miejsce na liście najlepszych strzelców ligi. Po powrocie z wypożyczenia rozegrał dla FK Jablonec 9 spotkań, w których strzelił 1 gola, po czym w styczniu 2021 został wypożyczony do SFC Opava. W barwach tej drużyny wystąpił 10 razy. W sezonie 2021/2022 strzelił 5 goli w 14 meczach dla FK Jablonec, po czym w grudniu 2021 podpisał kontrakt ze Spartą Praga, dla której do końca sezonu strzelił 7 goli w 15 spotkaniach. W sezonie 2022/2023 strzelił 12 goli w 24 meczach, a Sparta została mistrzem Czech. W lipcu 2023 podpisał pięcioletni kontrakt z Borussią Mönchengladbach. Zadebiutował w tym klubie 11 sierpnia w wygranym 7:0 meczu Pucharu Niemiec z TuS Bersenbrück, w którym strzelił dwa gole. Po raz pierwszy wystąpił w Bundeslidze osiem dni później w zremisowanym 4:4 meczu z FC Augsburg, w którym ponownie strzelił 2 gole.

## Kariera reprezentacyjna
Młodzieżowy reprezentant Czech w kadrach od U-18 do U-21. W marcu 2023 został powołany do dorosłej reprezentacji na mecze eliminacji do Euro 2024 z Polską i Mołdawią. W seniorskiej kadrze zadebiutował 24 marca 2023 w wygranym 3:1 meczu z Polską, w którym strzelił gola. Trzy dni później wystąpił w zremisowanym 0:0 spotkaniu z Mołdawią.